# Matar es fácil
Matar es fácil (Murder is Easy en la versión original en inglés) es una novela de la escritora británica Agatha Christie publicada en 1939.

## Sinopsis
En el transcurso de un viaje en tren, Luke Fitzwilliam se sienta al lado de la anciana señorita Pinkerton. La anciana relata a Luke historias sobre asesinatos perfectos en el extraño pueblo de Wychwood y le cuenta que un doctor Humbleby va a ser el siguiente en morir. Al día siguiente, Luke lee en el periódico que el doctor Humbleby falleció y que la señorita Pinkerton fue arrollada en Londres cerca de una comisaría. Luke decide visitar el pueblo, se hace pasar por un escritor que está buscando información para su siguiente novela. Al llegar huknvgescubre que Wychwood es un lugar lleno de gente; unos que guardan un gran secreto y otros que no vivirán lo suficiente para compartirlo. 

## Adaptaciones para televisión
- Murder Is Easy (2023), de Meenu Gaur: miniserie de dos capítulos
- Miss Marple: Murder Is Easy (2009), de Hettie Macdonald: telefilm
- Murder Is Easy (1982) de Claude Whatham: telefilm

- Datos: Q833012